# Лудьєнте
Лудьєнте, Льюдьєнт (ісп. Ludiente (офіційна назва), валенс. Lludient) — муніципалітет в Іспанії, у складі автономної спільноти Валенсія, у провінції Кастельйон. Населення — 197 осіб (2010).

## Географія
Муніципалітет розташований на відстані близько 290 км на схід від Мадрида, 30 км на захід від міста Кастельйон-де-ла-Плана.
На території муніципалітету розташовані такі населені пункти: (дані про населення за 2010 рік)
- Хіраба-де-Абахо: 32 особи
- Хіраба-де-Арріба: 24 особи
- Лудьєнте: 124 особи
- Масія-де-Артіхуела: 0 осіб
- Масія-де-Беначера: 17 осіб
- Масія-де-Кабесо-Ройо: 0 осіб
- Масія-де-Гаске: 0 осіб
- Масія-де-Редуела: 0 осіб
- Масія-дель-Осталь: 0 осіб
- Масія-дель-Молар: 0 осіб

## Демографія
Динаміка населення (INE ):

## Галерея зображень

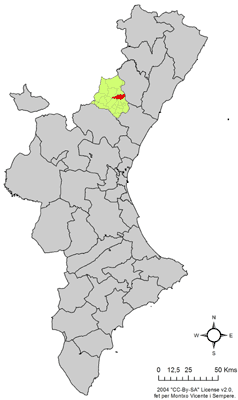
Розташування муніципалітету Лудьєнте у автономній спільноті Валенсія
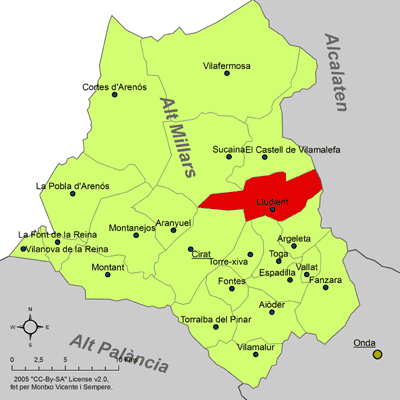
Розташування муніципалітету Лудьєнте у комарці Альто-Міхарес